# أنيكا لورينز
أنيكا لورينز (بالألمانية: Anika Lorenz)‏ هي متسابقة يخت ألمانية، ولدت في 9 ديسمبر 1990 في برلين في ألمانيا.

## وصلات خارجية
- أنيكا لورينز على موقع اللجنة الأولمبية الدولية (الإنجليزية)
- أنيكا لورينز على موقع أوليمبيديا (الإنجليزية)
- أنيكا لورينز على موقع اللجنة الأولمبية الألمانية (الألمانية)